# Île Rousseau
Pour les articles homonymes, voir Île Rousseau (homonymie).
L'île Rousseau est une île située à Genève (Suisse), anciennement nommée « île aux Barques ». Elle se trouve au milieu du Rhône, qui s'écoule depuis le Léman. L'île abrite des oiseaux, qui vivent dans des enclos grillagés.

## Histoire
Tout d’abord à vocation militaire, ce bastion appartenant à l’enceinte défensive de la ville a été construit en 1585-1588 sous la direction du maçon-architecte Nicolas Bogueret afin de fortifier l’entrée lacustre de Genève. Dès 1587, cependant, le site, réaffecté, est destiné à la construction et à la réparation des bateaux du gouvernement. On y trouve aussi par la suite un battoir à poudre (1597), un entrepôt de quarantaine pour les marchandises provenant de régions touchées par des maladies infectieuses (1617).

### XIXesiècle
Après la construction du pont des Bergues et d’une passerelle de liaison (1834), le site est aménagé en promenade publique (1834-1836) pour accueillir la statue de Jean-Jacques Rousseau. Un pavillon-restaurant y est installé en 1912.
Dès 1834, une passerelle permet d'y accéder depuis le pont des Bergues, des peupliers sont plantés et l'île est dès lors nommée « île Rousseau » en hommage à Jean-Jacques Rousseau, originaire de Genève. En 1830, le sculpteur James Pradier se voit confier la réalisation d'une statue en bronze de l'écrivain. Elle est inaugurée sur l'île en 1835.

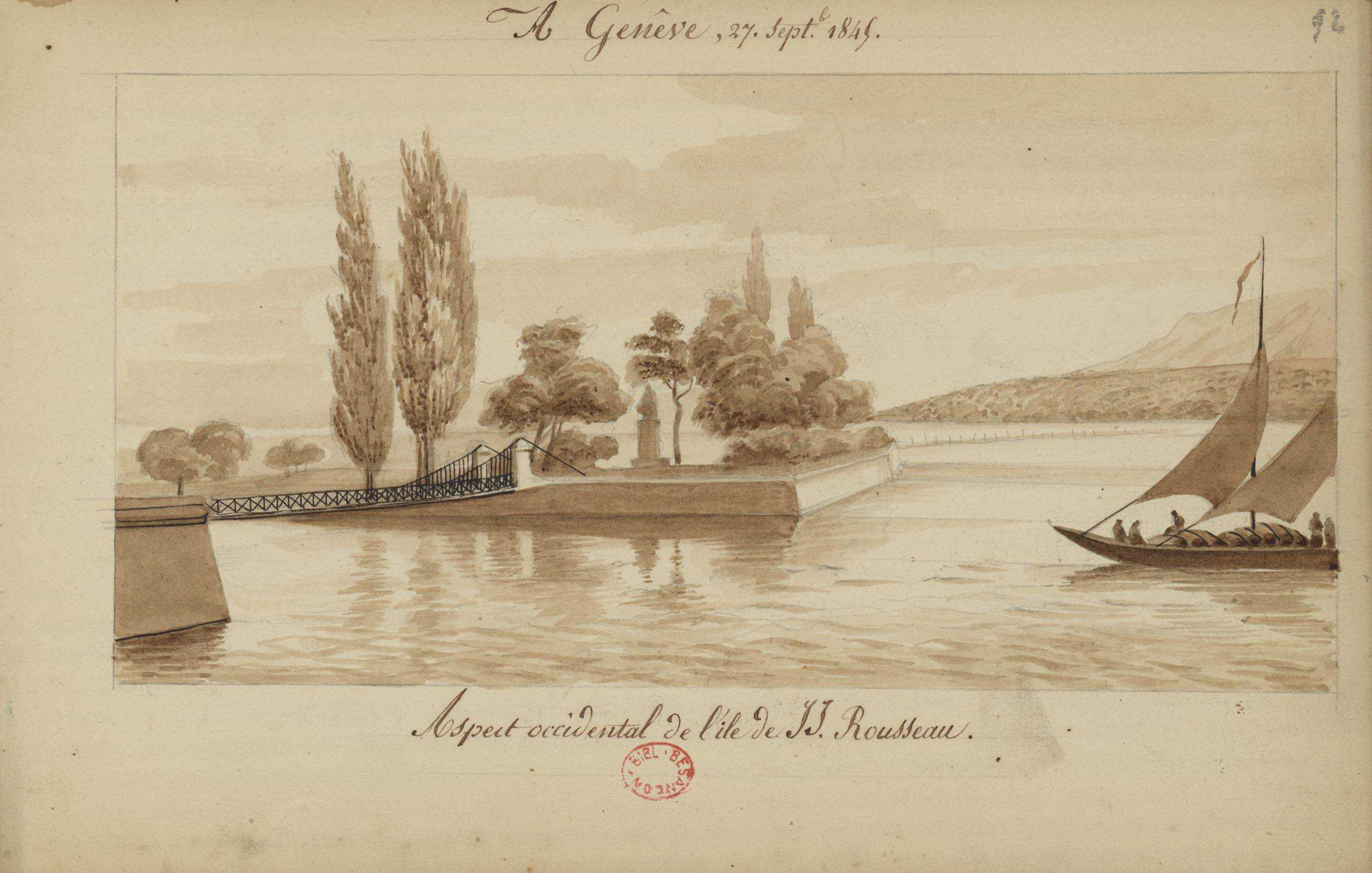
En 1845, dessin par Désiré Monnier.
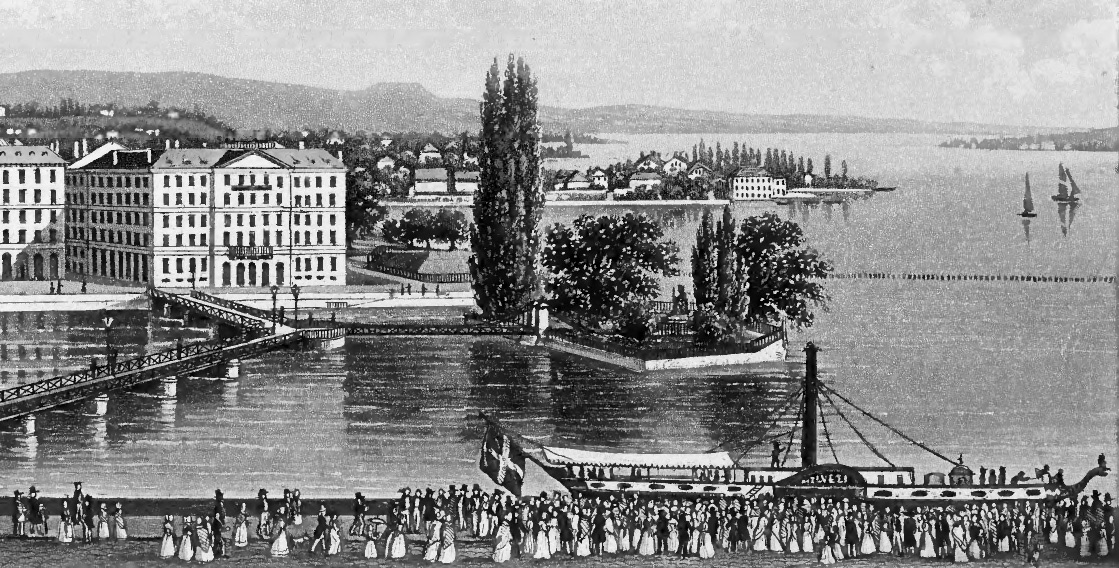
Vers 1860.
Entre 1860 et 1890.
Vers 1885.
Jeu de cartes, vers 1890.

### XXesiècle
L'île est un des lieux de tournage d'Une femme coquette, un court métrage, sorti en 1955, du cinéaste Jean-Luc Godard. Le lieu et sa statue sont aussi représentés dans le film Jonas qui aura 25 ans en l'an 2000, du cinéaste suisse Alain Tanner.

### XXIesiècle

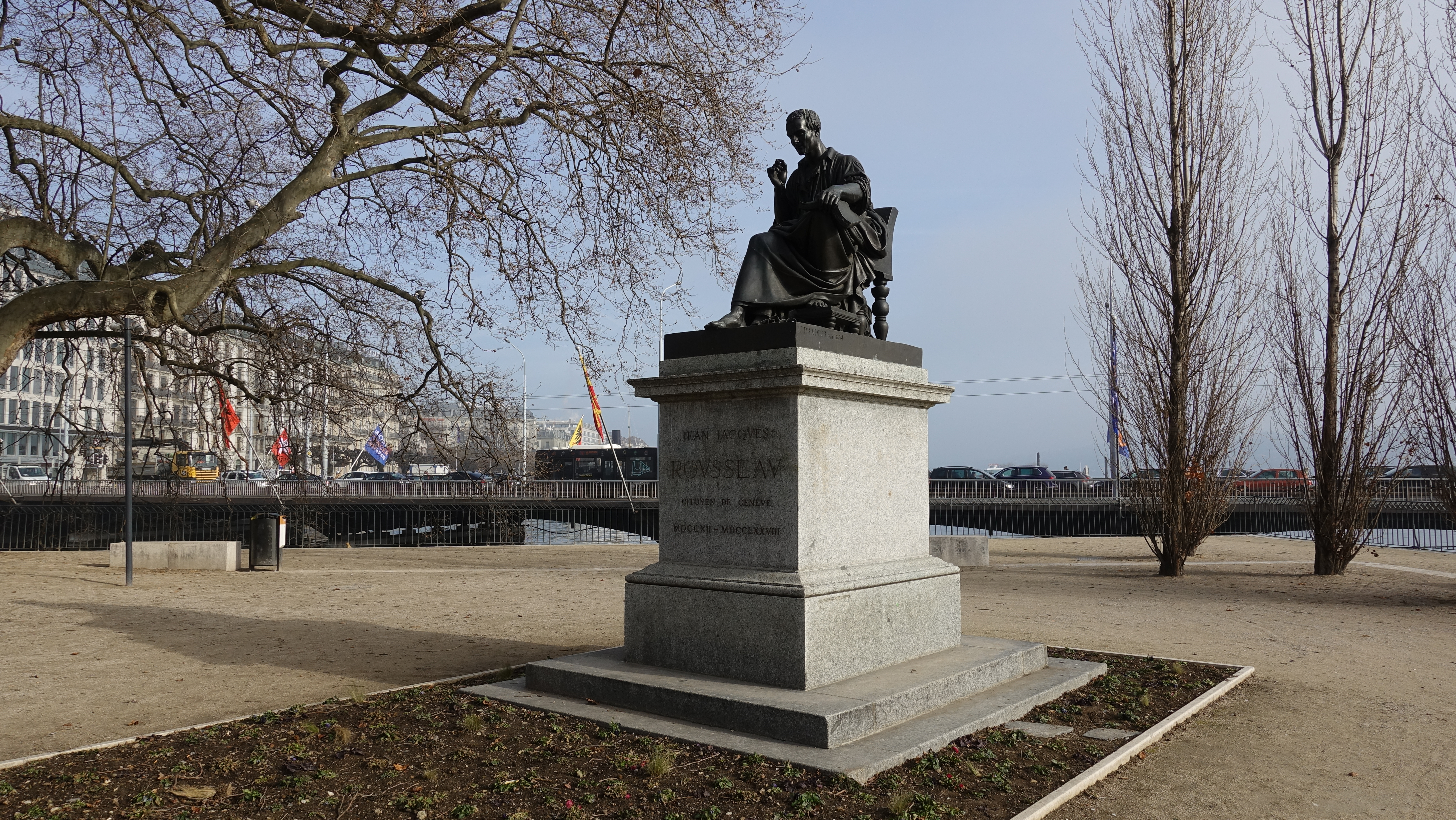
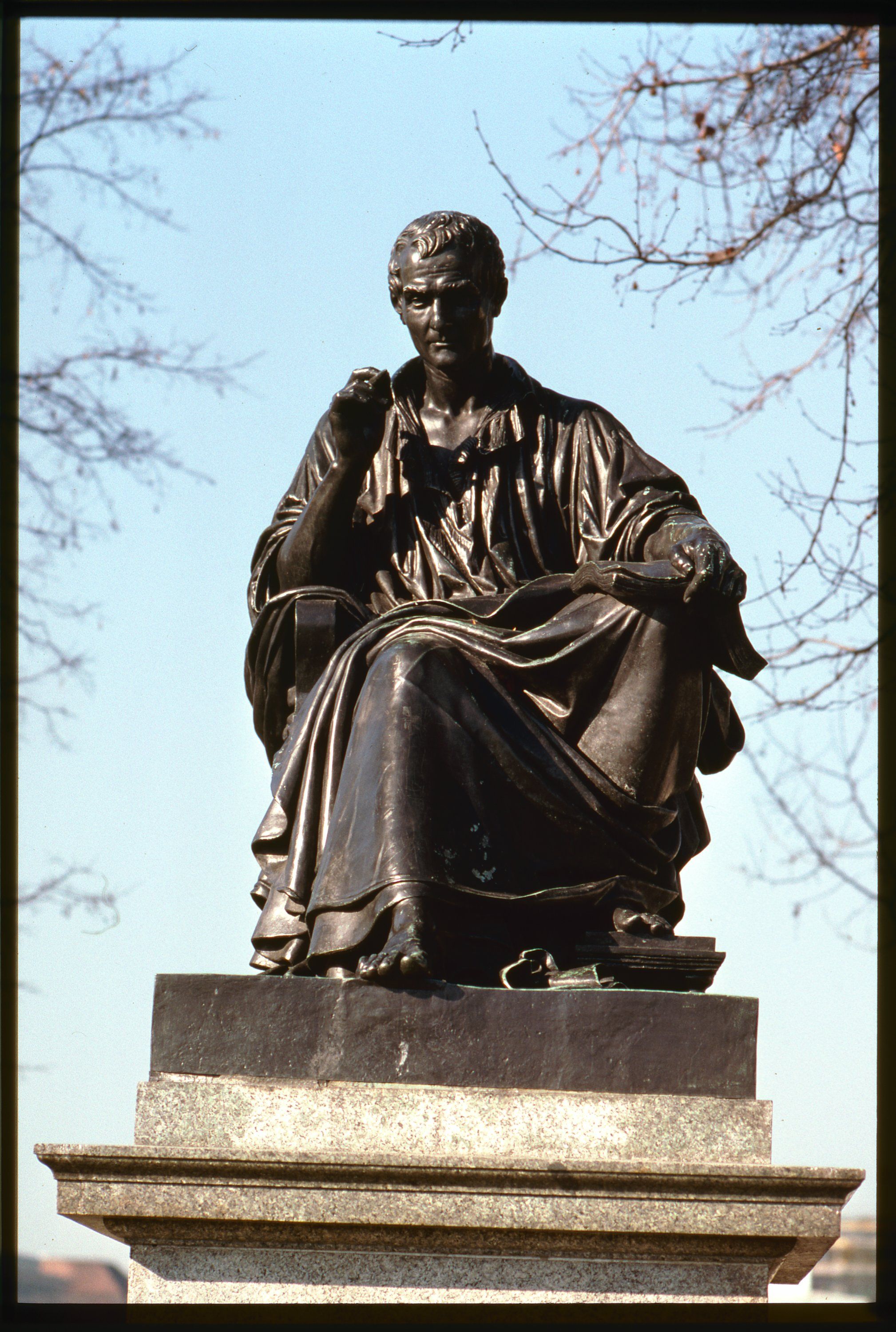
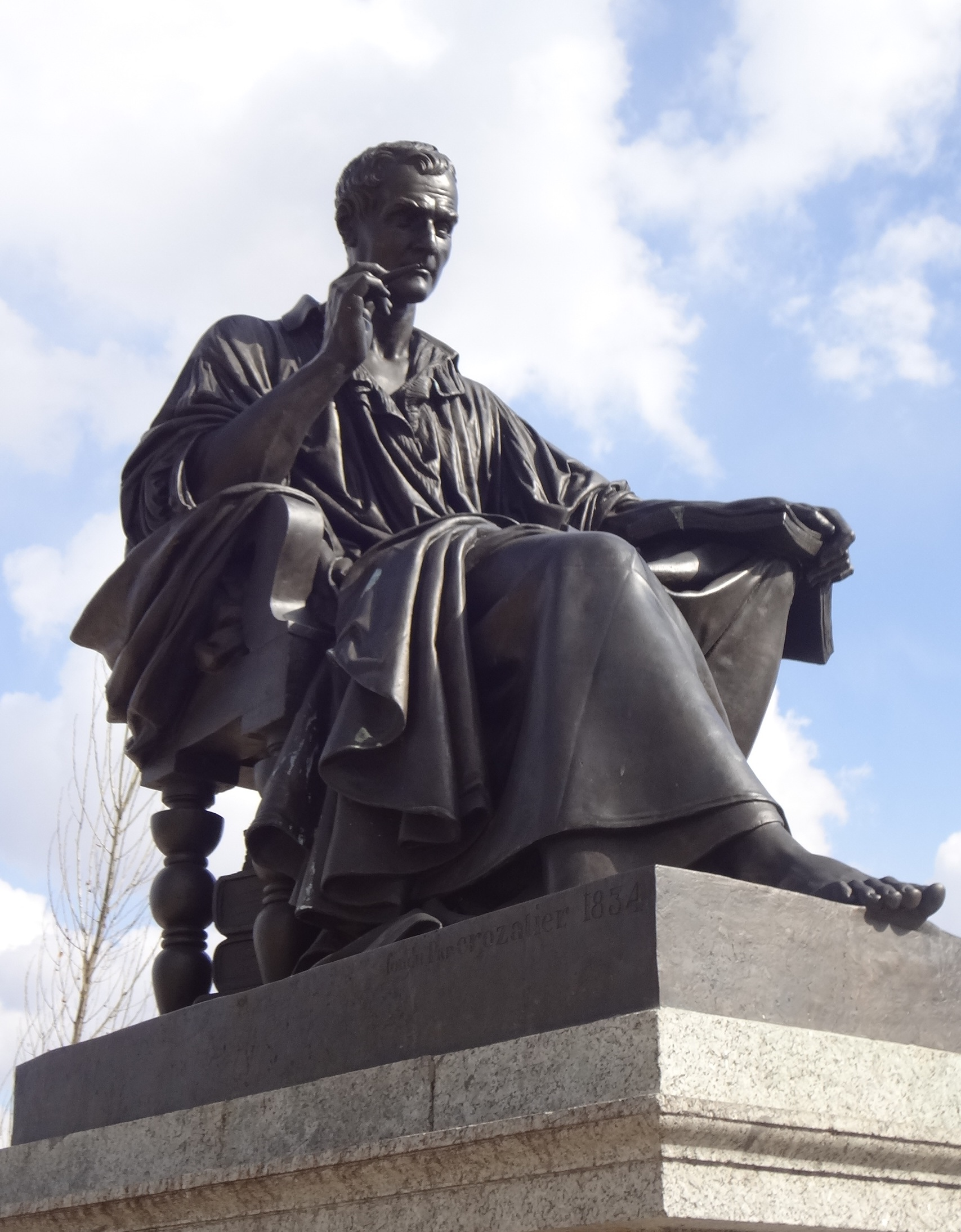

En 2004, en raison de la vétusté des installations, le Conseil administratif décide de mettre un terme à l’exploitation du restaurant de l’île Rousseau pour revenir à un programme d’occupation plus modeste et saisonnier.
En 2012, pour le tricentenaire de la naissance de Rousseau, la commune de Genève s'est engagée à réaménager et restaurer l'île Rousseau. La statue de Jean-Jacques Rousseau est restaurée et son axe déplacé à son orientation d’origine. Rousseau regarde vers la ville et non plus vers le lac. Plusieurs peupliers sont plantés afin de remplacer les arbres malades abattus en 2010. Un muret-banc en pierre naturelle long de 70 mètres a été construit. Les canalisations pour l’évacuation des eaux pluviales ont été refaites et un éclairage à faible consommation a été posé sur l’île. Le revêtement en gravier est suffisamment dense pour permettre la circulation des poussettes et des fauteuils roulants. Et le pavillon a retrouvé sa silhouette initiale,.
La chanson Genève de William Sheller commence par ces mots : « Juste un concert au bord de l'île Rousseau… ».

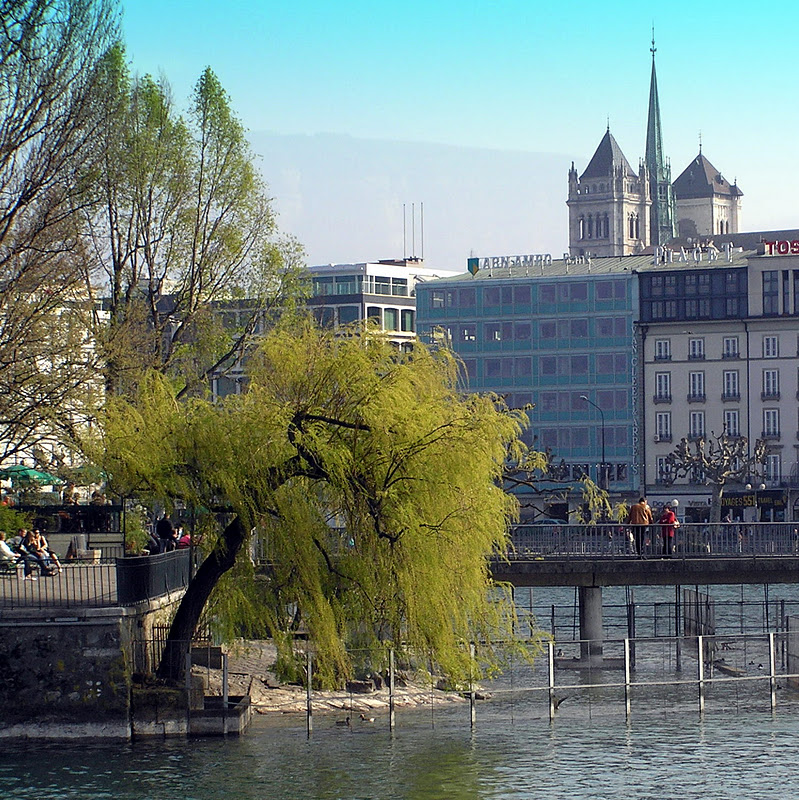
2007
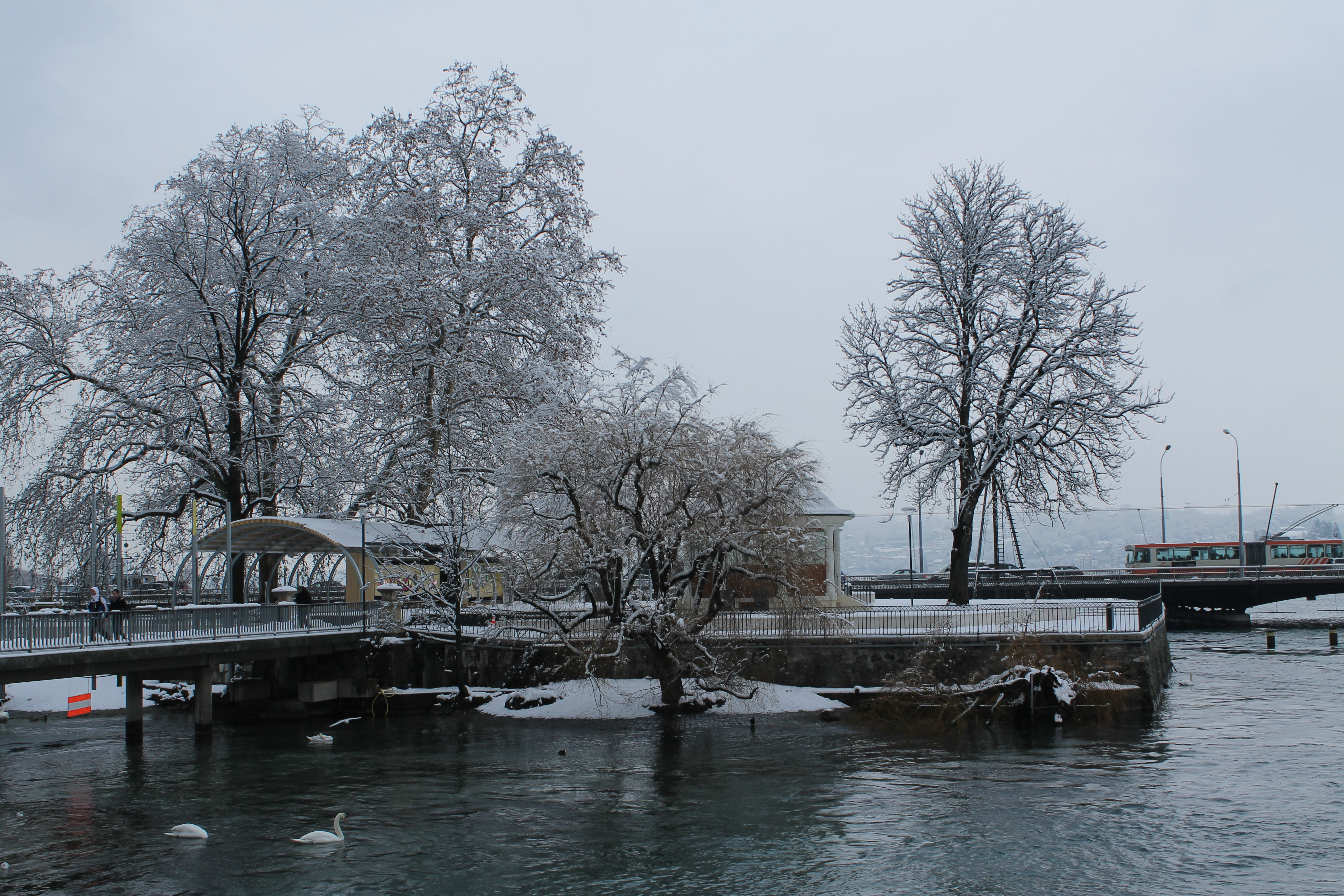
Sous la neige, 2012
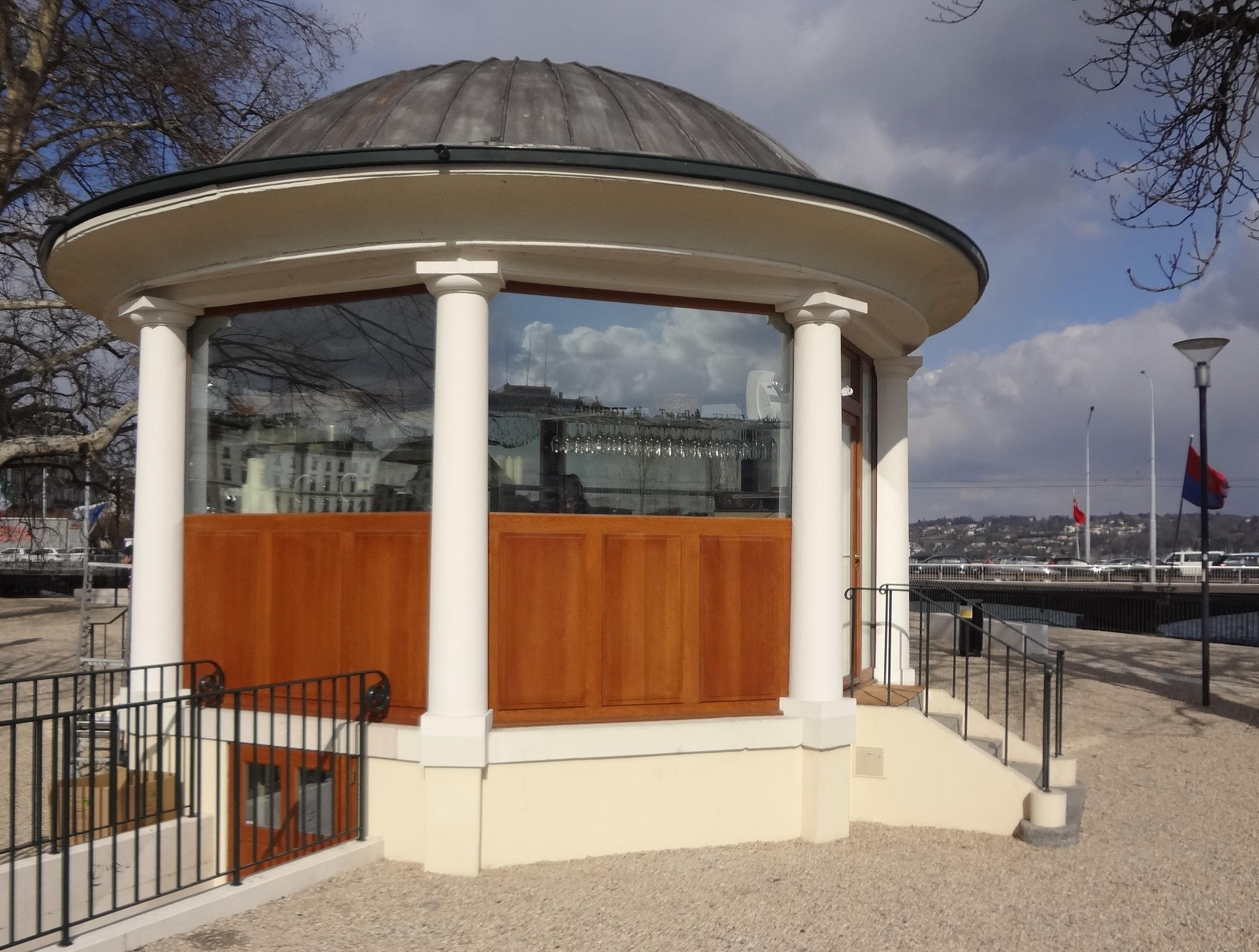
Buvette en 2013
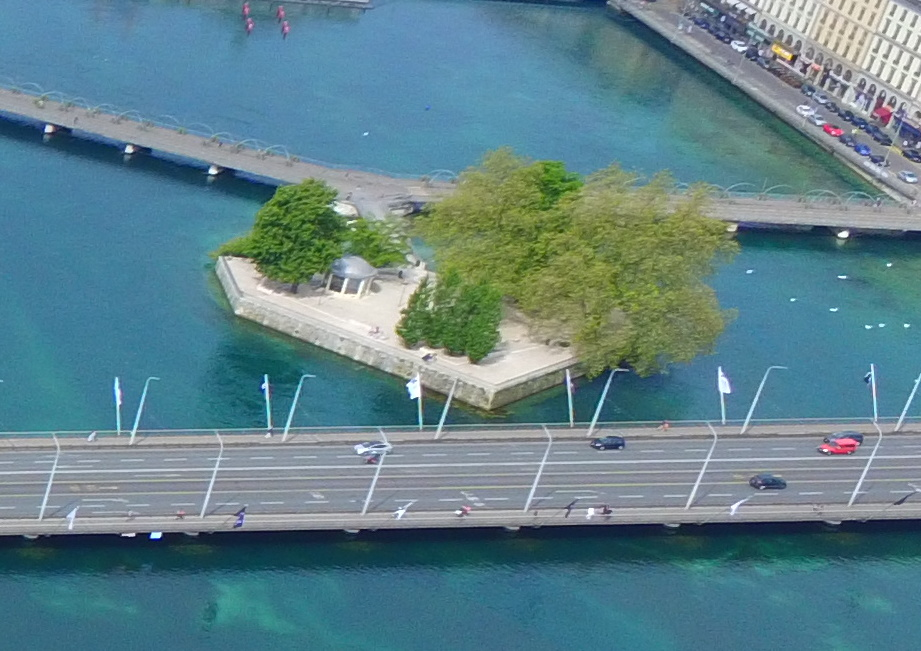
2016
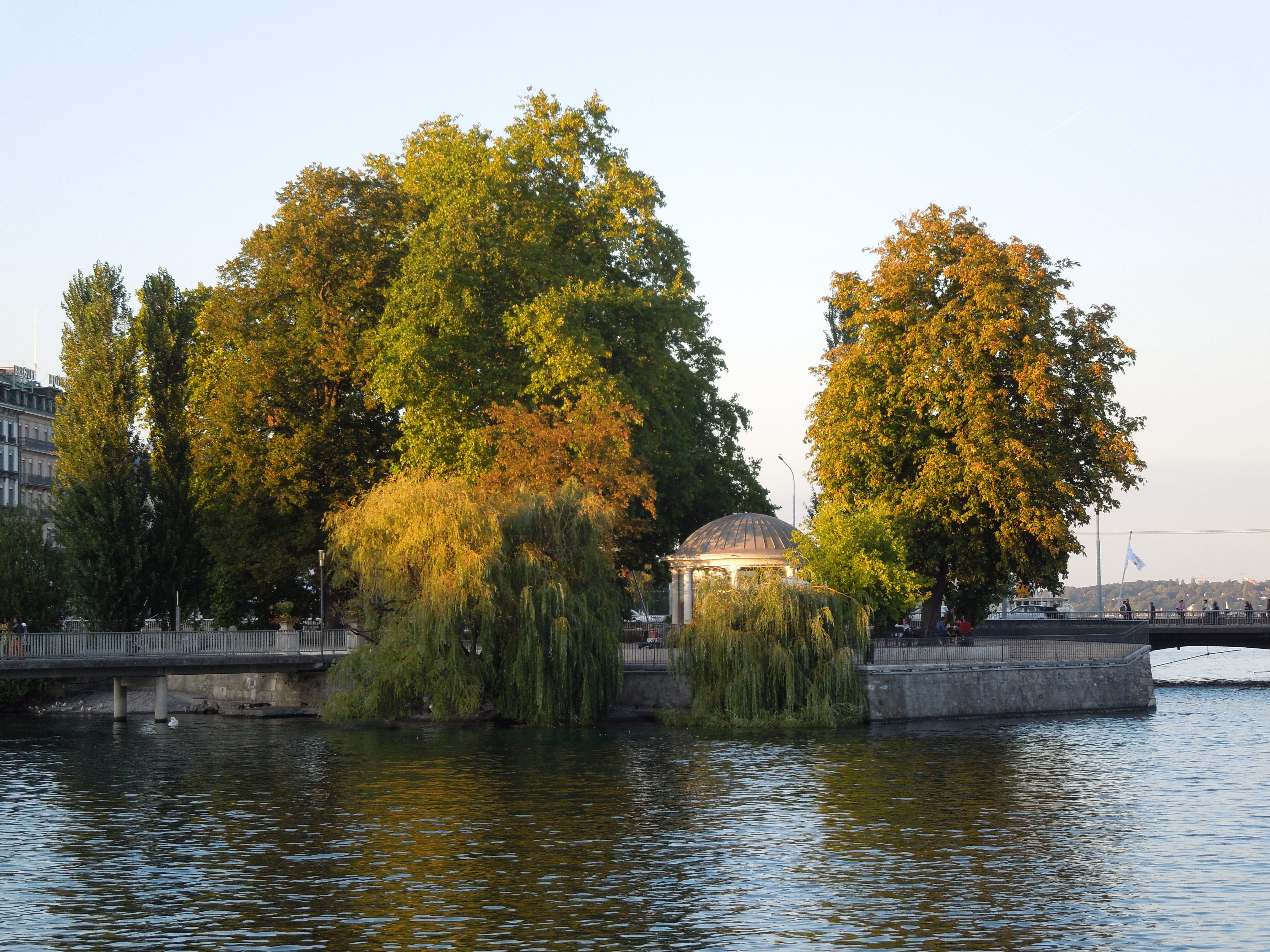
2018